# Карр, Стивен (футболист)
Сти́вен Карр (англ. Stephen Carr; родился 29 августа 1976, Дублин, Ирландия) — ирландский футболист, бывший правый защитник клуба «Бирмингем Сити», в котором являлся капитаном. Ранее выступал за английские клубы «Тоттенхэм Хотспур» и «Ньюкасл Юнайтед», а также за сборную Ирландии, в футболке которой провёл 44 матча.

## Клубная карьера

### «Тоттенхэм Хотспур»
Карр начал играть в клубе «Стелла Мэрис», а в возрасте 15 лет перешёл в «Тоттенхэм Хотспур». Два года спустя он дебютировал за клуб, который на тот момент тренировал Освальдо Ардилес, выйдя на поле 29 сентября 1993 года в матче Премьер-лиги против «Ипсвич Таун». Игроком основного состава «шпор» он смог стать лишь в сезоне 1996/97, в котором провёл 28 матчей.
В 1999 году Карр выиграл Кубок Футбольной лиги, когда «Тоттенхэм» обыграл в финале «Лестер Сити». В сезоне 1999/2000 Карр забил гол в ворота «Манчестер Юнайтед» с расстояния 35 ярдов.
В сентябре 2001 года Карр перенёс операцию на колене, из-за чего пропустил весь сезон 2001/02, а также чемпионат мира. К полноценным тренировкам он вернулся лишь в октябре 2002 года.

### «Ньюкасл Юнайтед»
Карр перешёл в «Ньюкасл Юнайтед» в августе 2004 года за 2 млн фунтов. Дебют Карра за «сорок» состоялся 14 августа 2004 года в матче против «Мидлсбро», который завершился со счётом 2:2. В сезоне 2004/05 он сыграл в 26 матчах чемпионата и забил один гол в матче против «Саутгемптона». Он помог «Ньюкаслу» достичь четвертьфинала Кубка УЕФА и полуфинала Кубка Англии. В чемпионате «Ньюкасл» занял 14-е место.
В сезоне 2005/06 из-за травмы колена Карр сыграл в чемпионате лишь 19 матчей. Его команда заняла 7-е место в Премьер-лиге под руководством нового тренера Гленна Редера, после того, как Грэм Сунесс был уволен в январе.
В сезоне 2006/07 сломал ногу, из-за чего выбыл на несколько месяцев. Он вернулся на поле 20 января 2007 года в матче против «Вест Хэма», который завершился со счётом 2:2. В этом матче он сыграл на непривычной для себя позиции левого крайнего защитника, так как правого крайнего защитника играл Нолберто Солано, ставший игроком основы за время отсутствия Карра.
В сезоне 2007/08 Карр всё реже попадал в основной состав «Ньюкасла» из-за травм и конкуренции со стороны других игроков. Главный тренер «сорок» Кевин Киган решил не продлять контракт с ирландцем, и по окончании сезона отпустил его из клуба в качестве свободного агента.
Перед началом сезона 2008/09 Карр не смог найти себе новый клуб, и 1 декабря 2008 года объявил о своём решении завершить карьеру игрока.

### «Бирмингем Сити»
В феврале 2009 года Карр начал тренироваться с клубом «Бирмингем Сити» и объявил о своём желании возобновить футбольную карьеру. 23 февраля он подписал с клубом контракт сроком на один месяц. Уже на следующий день он дебютировал за «Бирмингем» в матче против «Кристал Пэлас». В марте Карр продлил контракт с клубом до окончания сезона. После того, как «Бирмингем Сити» вышел в Премьер-лигу по итогам сезона 2008/09, Карр подписал с клубом двухлетний контракт.
В сезоне 2009/10 Карр стал капитаном «Бирмингем Сити». В конце сезона Карр получил одноматчевую дисквалификацию за «неподобающее поведение» в бирмингемском дерби, когда он показал «оскорбительный жест» в адрес болельщиков «Астон Виллы». В 2011 году Карр привёл «Бирмингем Сити» к победе в Кубке Футбольной лиги, обыграв в финальном матче лондонский «Арсенал» со счётом 2:1.

## Карьера в сборной
Карр выступал за сборную Ирландии на школьном уровне, до 18 лет, до 21 года и за основную сборную.
Он пропустил чемпионат мира 2002 года из-за травмы.
14 ноября 2007 года Карр объявил о своём решении завершить выступления на национальную сборную.

## Командные достижения
Тоттенхэм Хотспур
- Обладатель Кубка Футбольной лиги: 1999

 Ньюкасл Юнайтед
- Обладатель Кубка Интертото: 2006

 Бирмингем Сити
- Обладатель Кубка Футбольной лиги: 2011

## Личные достижения
- Включён в «команду года» по версии ПФА (2): 2001, 2003
- Игрок года в «Тоттенхэм Хотспур»[15] (2): 1999, 2000